# Kazimierz Wardak
Kazimierz Wardak (Połczyn-Zdrój, 4 de marzo de 1947 - 25 de octubre de 2020) fue un atleta polaco especializado en la prueba de media distancia, en la que consiguió ser campeón europeo en pista cubierta en 1971.

## Carrera deportiva
En el Campeonato Europeo de Atletismo en Pista Cubierta de 1971 ganó la medalla de plata en los relevos de 4x800 metros, con un tiempo de 7:19.2 segundos, tras la Unión Soviética y por delante de Alemania Occidental.